# Difflugia
Difflugia – rodzaj ameb należących do gromady Tubulinea wchodzącej w skład supergrupy Amoebozoa. Cechą charakterystyczną tego rodzaju jest tworzenie otoczki zbudowanej z ziaren piasku i innych materiałów występujących w detrytusie dna zbiorników wodnych.
Należą tutaj następujące gatunki:
- Difflugia acuminata Ehrenberg, 1838[2]
- Difflugia amphoralis globosa Gauthier-Litvre et Thomas, 1958[3]
- Difflugia ampullula Playfair, 1918[3]
- Difflugia areolata[4]
- Difflugia avellana Penard, 1890[3]
- Difflugia bacillariarum Perty, 1849[3]
- Difflugia brevicolla Cash, 1909[3]
- Difflugia corona[4] Wallich, 1864
- Difflugia curvicaulis Penard, 1899[3]
- Difflugia dlficilis Thomas, 1954[3]
- Difflugia elegans Penard, 1890[2]
  - Difflugia elegans angustata Deflandre, 1926[3]
  - Difflugia elegans bicornis Jung, 1936[3]
- Diflugia fallax Penard, 1890[3]
- Difflugia gassowkii (Gassowsky) Ogden, 1983[3]
- Difflugia garmen[4]
- Difflugia glans Penard, 1902[3]
- Difflugia globulosa Dujardin, 1837[3]
- Difflugia globulus[4]
- Difflugia hiraethogii Ogden, 1983[3]
- Difflugia kabylica Gauthier-Litvre et Thomas, 1958[3]
- Difflugia lacustris (Penard) Ogden, 1983[3]
- Difflugia lanceolata[4] Penard, 1890
- Difflugia leidyi Wailes, 1913[2]
- Difflugia lemani Blanc, 1892[3]
- Difflugia levanderi Playfair, 1918[3]
- Difflugia limnetica Levander, 1900[2]
- Difflugia lithophila Penard, 1902[3]
- Difflugia lobostoma Leidy, 1879[2]
- Difflugia lucida Penard, 1890[3]
- Difflugia mammillaris Penard, 1893[3]
- Difflugia manicata Penard, 1902[3]
- Difflugia minuta Rampi, 1950[3]
- Difflugia murlformis crucilobata Gauthier-Lievre et Thomas, 1958[3]
- Difflugia oblonga[4]
  - Difflugia oblonga nodosa Leidy, 1879[3]
- Difflugia piriformis[5]
- Difflugia pristis Penard, 1902[3]
- Difflugia pulex Penard, 1902[3]
- Difflugia rubescens Penard, 1902[3]
- Difflugia sarissa Tai, 1931[3]
- Difflugia stoutii Ogden, 1983[3]
- Difflugia tenuis (Penard) Ogden, 1983[3]
- Difflugia urceolata[4] Carter, 1864
- Difflugia varians Penard, 1902[3]
- Difflugia viscidula Penard, 1902[3].

## Historia taksonu
Difflugia były wcześniej klasyfikowane jako rodzaj protistów z podtypu Rhizopoda. Ze względu na budowę zaliczane do ameb skorupkowych.